# Gianluca Barattolo
Gianluca Barattolo (ur. 3 lipca 1978 w Neapolu) – włoski wioślarz.

## Osiągnięcia
- Mistrzostwa Świata – Aiguebelette 1997 – ósemka wagi lekkiej – 4. miejsce.
- Mistrzostwa świata – Kolonia 1998 – dwójka ze sternikiem – 2. miejsce.
- Mistrzostwa świata – St. Catharines 1999 – dwójka ze sternikiem – 5. miejsce.
- Mistrzostwa świata – Zagrzeb 2000 – czwórka ze sternikiem – 7. miejsce.
- Mistrzostwa świata – Lucerna 2001 – czwórka ze sternikiem – 2. miejsce.
- Mistrzostwa świata – Sewilla 2002 – czwórka ze sternikiem – 4. miejsce.
- Mistrzostwa świata – Mediolan 2003 – czwórka ze sternikiem – 6. miejsce.
- Mistrzostwa świata – Banyoles 2004 – ósemka wagi lekkiej – 2. miejsce.
- Mistrzostwa świata – Gifu 2005 – ósemka wagi lekkiej – 1. miejsce.
- Mistrzostwa świata – Monachium 2007 – dwójka ze sternikiem – 2. miejsce.
- Mistrzostwa świata – Linz 2008 – dwójka ze sternikiem – 4. miejsce.
- Mistrzostwa świata – Bled 2011 – ósemka ze sternikiem wagi lekkiej – 2. miejsce
- Mistrzostwa świata – Amsterdam 2014 – ósemka ze sternikiem wagi lekkiej – 2. miejsce